# مادة حافظة

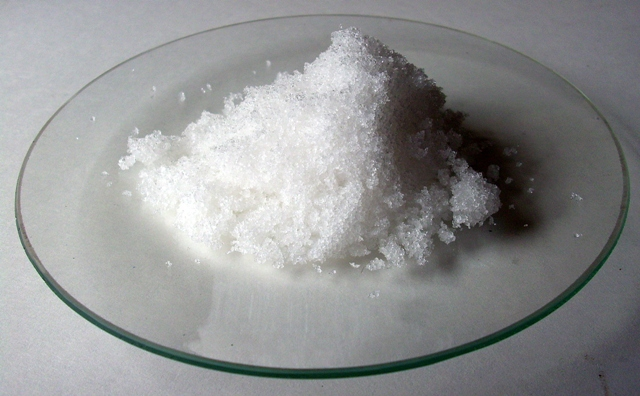

المادة الحافظة هي مادة تضاف إلى منتجات مثل المنتجات الغذائية والمنتجات الدوائية والدهانات والعينات الحيوية والخشب وغيرها، وذلك من أجل المنع والحماية من التفكك الحيوي الناتج من النمو البكتيري، أو من تغيرات كيميائية غير مرغوب فيها.
يتضمن الحفظ الكيميائي إضافة مواد كيميائية إلى المنتج المراد حفظه، في حين أن الحفظ الفيزيائي يتضمن التبريد والتجفيف. عادة ما يتم استخدام أسلوبي الحفظ في آن واحد من أجل تأمين كفاءة أكبر.

## مضادات الميكروبات
تمنع مضادات الميكروبات تفكك الأطعمة الذي تسببه البكتيريا. تعتبر هذه الطريقة من أكثر الطرق تقليدية وقدماُ للحفظ — الطرق القديمة مثل التخليل وإضافة العسل تقوم على تغيير درجة حموظة الوسط ومنع نمو الكائنات الدقيقة. من أشهر مضادات الميكروبات المستخدمة هو حمض اللاكتيك. بعض مضادات الميكروبات المستخدمة موجودة في الجدول أدناه. النترات والنتريت أيضا من مضادات الميكروبات. آلية عمل هذه المواد تتراوح ما بين منع نمو البكتيريا إلى منع انزيمات معينة من العمل.
| رقم إي      | المركب الكيميائي                    | ملاحظات                                                                                             |
| ----------- | ----------------------------------- | --------------------------------------------------------------------------------------------------- |
| E200 – E203 | حمض السوربيك، سوربات الصوديوم       | شائع في الجبن، النبيذ والمخبوزات                                                                    |
| E210 – E213 | حمض البنزويك وبنزوات الصوديوم       | يستخدم في الأطعمة الحمضية مثل: المربيات، السلطات، العصائر، المخللات، المشروبات الغازية، صلصة الصويا |
| E214 – E219 | هيدروكسيبنزوات ومشتقاته             | مستقرة على مدى واسع من الحامضية                                                                     |
| E220 – E227 | ثنائي أكسيد الكبريت والكبريتات      | شائع في الفواكه                                                                                     |
| E249 – E250 | نتريت                               | تستخدم في اللحوم لمنع التسمم                                                                        |
| E251 – E252 | نترات                               | تستخدم في اللحوم                                                                                    |
| E270        | حمض اللبنيك                         | -                                                                                                   |
| E280 – E283 | حمض البروبيونيك وبروبيونات الصوديوم | المخبوزات                                                                                           |

## مانعات التأكسد
تتلف عملية التأكسد معظم الأطعمة وخصوصا تلك التي تحتوي على نسبة عالية من الدهون. تنتن الدهون بشكل سريع عند تعرضها للأكسجين. تعمل مانعات التأكسد على منع عملية الأكسدة، وأشهر مانعات التأكسد هو حمض الأسكوربيك (فيتامين سي) والاسكوربات. تضاف مانعات التأكسد عادة إلى الزيوت والأجبان ورقائق البطاطا.

## مركبات غير صناعية لحفظ الأطعمة
مثل الملح والسكر وفيتامين ه وفيتامين سي

## اقرأ أيضاً
- صناعة الغذاء